# ポーランド・リトアニア・モスクワ共和国
ポーランド・リトアニア・モスクワ共和国（ポーランド・リトアニア・モスクワきょうわこく、英語: Polish–Lithuanian–Muscovite Commonwealth、ポーランド語: Unia polsko-moskiewska、ロシア語: Польско-русская уния）は、かつてポーランド・リトアニア共和国とロシア・ツァーリ国の同君連合として想定された国家案である。こうした連合国家を形成しようという試みは1574年から1658年にかけて現実味を持って取りざたされ、18世紀の後半に至るまで論じられ続けたが、ポーランドとロシア双方の折り合いがつかぬまま、ついに実現しなかった。
ポーランド史上では三国連合（ポーランド語: unia troista）、ポーランド・ロシア連合（unia polsko-rosyjska）、ポーランド・モスクワ連合（unia polsko-moskiewska）などの名称でも呼ばれている。なお英語および日本語における定訳は無く、共和国（ジェチュポスポリタ、Rzeczpospolita）と呼ぶ場合には、ポーランド・リトアニア共和国と同様に現代の「共和国」の定義と異なることに注意が必要である。

## 合同の根拠

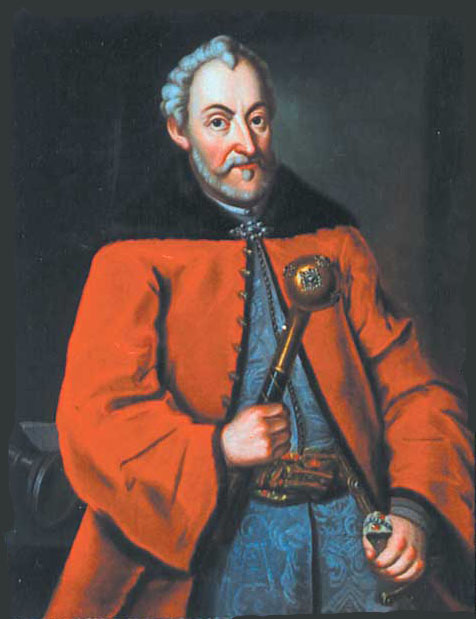
ヤン・ザモイスキ

ポーランドとロシアの連合を唱えたのは、主にヤン・ザモイスキやレフ・サピェハらポーランド・リトアニア共和国の大貴族（マグナート）であった。彼らの狙いは、衝突の絶えなかった国境地帯に平和をもたらすこと、三国によるより強大な同盟軍を創出することの他に、ポーランド本土と比べて人口希薄なロシアへの植民と農奴制の確立などがあった。またこの構想は、正教圏のロシアをカトリックへ引き込もうともくろむイエズス会をはじめとした西欧の修道会の支持も受けていた。一方ロシアでも、様々な目論見から三国の同君連合に食指を動かした大貴族（ボヤール）がいた。フョードル1世の摂政ボリス・ゴドゥノフは、フョードルをポーランド・リトアニア共和国の国王選挙に立候補させることでロシア主導の三国連合結成を試みた。また選挙王制下でポーランド貴族が享受していた黄金の自由に憧れ、連合によってツァーリの権力を弱めようと策動しポーランド王子ヴワディスワフのツァーリ戴冠を支持した者もいた。
こうした政治的な理由のほかにも、経済障壁の撤廃や人々の移動の自由化などが期待された。連合結成の枠組みはポーランド王国とリトアニア大公国との間で1569年に成立したルブリン合同の前例があった。しかし、ポーランド側から出された提案はすべてロシアのツァーリにより却下された。最も妥結に近づいたのは1600年である。レフ・サピェハらポーランドの使節団がモスクワに到来し、その時ツァーリとなっていたボリス・ゴドゥノフに具体的な提案を行った。これはポーランドとロシアの両国の国民に、仕える王を選ぶ自由、移動の自由、互いの領民と結婚する自由、土地所有の自由、留学の自由を認めるというものだった。
ロシア側は犯罪者の引き渡しなどいくつかの点には賛成したが、宗教的寛容を求める条項には強く抵抗した。あらゆる宗教の布教を容認していたポーランド・リトアニア共和国と異なり、ロシアではカトリックを始めとした正教以外の宗教は迫害されていた。またポーランドの学者によれば、ロシア側は移動の自由にも反対した。ロシアのツァーリ体制をポーランド・リトアニアのような貴族共和政体に組み込むというのはあまりにも野心的な構想であった。既にリトアニアやルテニアの貴族が見舞われたようなポーランド化（ポロニザツィヤ、polonizacja）を恐れるロシア人は少なくなく、またロシアからの農民流出の激化も懸念された。この動きはイヴァン4世によるオプリーチニナなどによる圧政から始まったものだった。1596年のブレスト合同でウクライナ東方カトリック教会が成立したことも、ロシアのカトリック化の前段だとして正教徒の反対派からの抵抗の一因となった。

## 歴史

### ポーランド継承問題
最初に三国合同が提議されたのは、16世紀にポーランド国王ジグムント2世アウグストが没してヤギェウォ朝が断絶し、国王自由選挙が実質的に始まった際である。ロシアのイヴァン4世は、マグナートの勢力伸長に反対するポーランドの下級・中級貴族にかなりの支援をつぎ込み、有力な候補となっていた。ポーランド空位時代の間に2回にわたりポーランドの外交使節がモスクワを訪れ協議を行ったが、リヴォニア戦争以来の両国間の敵対関係や「ロシアの位を他のヨーロッパ諸国と同等に下げるつもりも、ポーランドに王冠を乞うこともない」というイヴァン4世の方針もあって失敗に終わった。それでもなおポーランド国内ではイヴァン4世を国王に求める声は強かったが、1574年にポーランドを訪れたロシア使節がポーランド王位について交渉する命令も権限も与えられていなかった。こうしたロシアの態度に失望した一人であるヤン・シェラコフスキーはセイムにおいて「モスクワ大公は最も国王にふさわしい人物であろうが、彼が沈黙を貫くゆえに、我々は彼を忘れなければならず、また再び彼に求めるようなこともするべきではない。」と演説した。結局1576年にトランシルヴァニア公バートリ・イシュトヴァーンがステファン・バートリとしてポーランド王に即位し、ポーランドとロシアとの合同は一旦立ち消えとなった。

### ロシア動乱時代

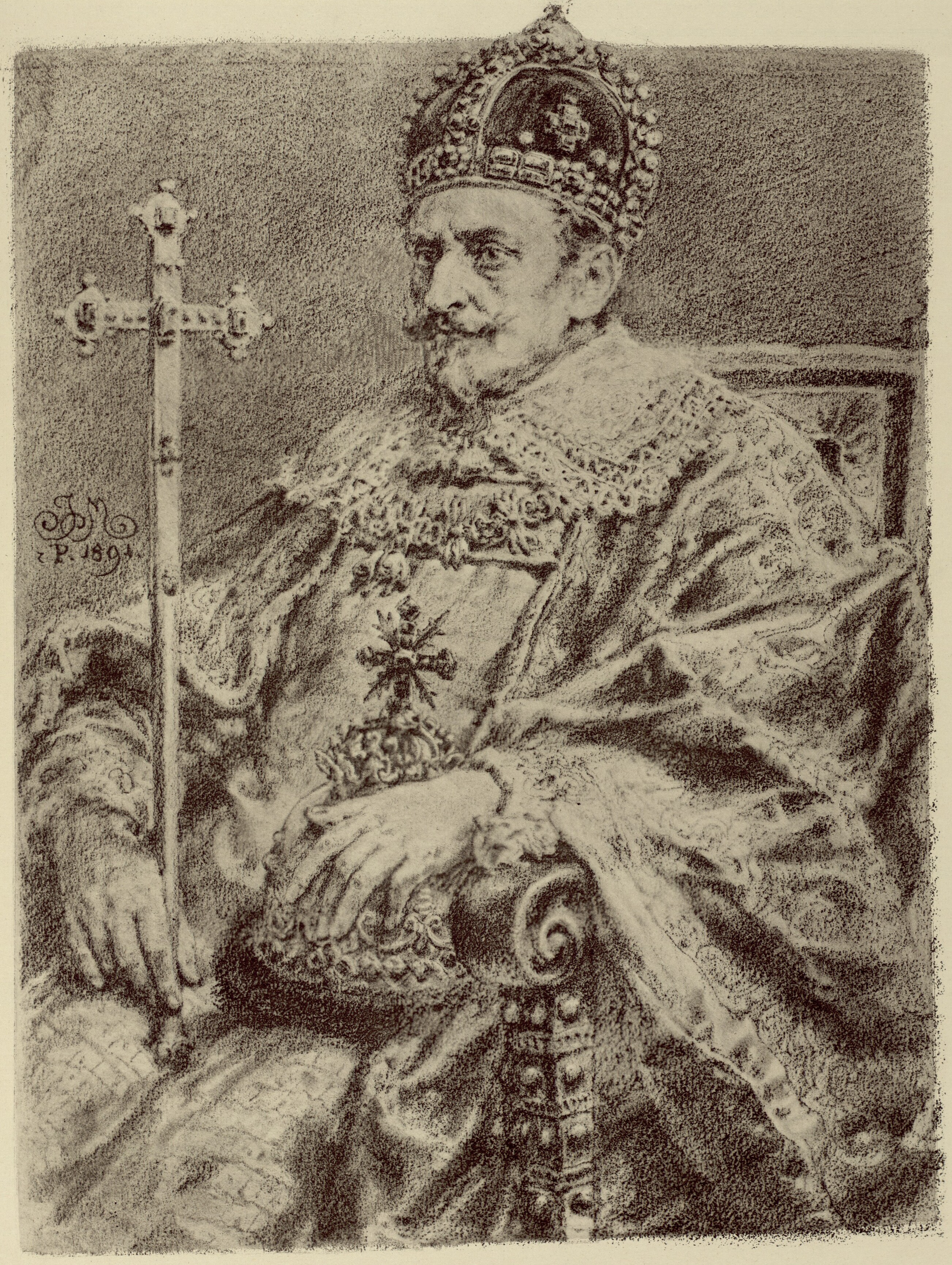
ジグムント3世（ヤン・マテイコ画）

再びこの構想が持ち上がったのは、1584年にイヴァン4世が、1586年にポーランド王ステファン・バートリが死んだ後であった。新たなツァーリとなったフョードル1世はポーランド王位に強い関心を示し、1587年にポーランドへ使節を派遣した。リトアニア人にはフョードルへの支持が広がったが、ポーランド人は彼にカトリックへの改宗やクラクフへの移住といった実質不可能な要求を突き付けた。ロシア側も金銭的な選挙活動を怠るなど積極性に欠け、結局スウェーデン・ヴァーサ家からジグムント3世がポーランド王となった。1598年にフョードル1世が没するとジグムント3世は逆にロシア帝位を狙ったが、彼の外交使節がモスクワに到達した頃にはすでにボリス・ゴドゥノフが新たなツァーリに選出されていた。

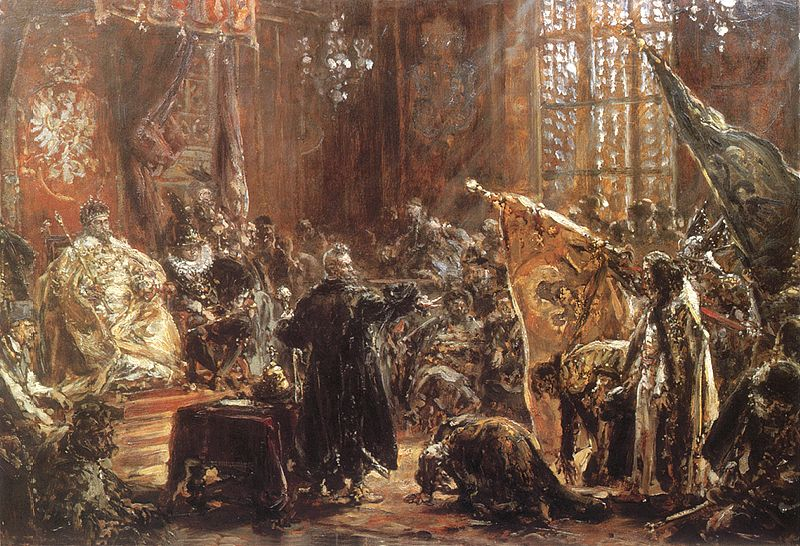
『ワルシャワのセイムにおけるツァーリ・シュイスキー』 ヤン・マテイコ画。ワルシャワのポーランド国会（セイム）において、ジグムント3世らの前で屈従するシュイスキー。

ボリス・ゴドゥノフは有能な君主だったが在位を通じてその正統性を疑われ続け、偽ドミトリー1世の出現とボリスの病死によってロシアは動乱時代（スムータ）に突入した。これと裏表のような関係で勃発したのがロシア・ポーランド戦争であった。ポーランドは初期には偽ドミトリー1世を支援したが短期間の成功に終わり、次いでジグムント3世の皇子ヴワディスワフ（後のポーランド王ヴワディスワフ4世）をツァーリに推し立てようとして全面的にロシアの内乱に介入した。数々の僭帝や泡沫の中で彼は簡単にモスクワに入ることができたが、交渉が停滞し正式な戴冠ができないうちに全国会議が推戴したミハイル・ロマノフに敗れ、撤退を余儀なくされた。

### ポーランド大洪水時代
17世紀半ばになると、ポーランド・リトアニア共和国はフメリニツキーの乱を発端として大洪水時代に入った。ロシアはボフダン・フメリニツキーを支援してポーランド内乱に介入したが、この際に1656年から1658年にかけてロシアによるポーランド王位継承の話が持ち上がった。ポーランド王ヤン2世カジミェシュに嗣子がいなかったためにロマノフ家が跡を継ぐ可能性が生まれたためだったが、この際もポーランド側のカトリック改宗や国境変更などの要求により実現しなかった。
|  | ポーランド・リトアニア共和国 ポーランド王国 リトアニア大公国 王国の知行地 ウクライナの諸県の県境線 オーストリア大公国 ハンガリー王国 シレジアの諸公国 ブランデンブルク辺境伯領 スウェーデン王国 デンマーク王国 オスマン帝国とその属国 オスマン帝国 クリミア・ハン国 モルドバ公国 ワラキア公国 トランシルヴァニア公国 ロシア・ツァーリ国 アディゲ族 現在の国境（2009年） ワルシャワ ヴィリニュス ウィーン ブラチスラヴァ ジュラフェヘールヴァール スチャヴァ バフチサライ ストックホルム モスクワ シーチ キエフ チェルニーヒウ スモレンスク ポーロツク ミンスク ケーニヒスベルク グダニスク ルーツィク ブラーツラウ カームヤネツィ リヴィウ ベルズ ザモシチ ホールム ベレスチャ クラクフ ポズナン ヴロツワフ ザグレブ ベオグラード ヤシ ハジベイ カッファ アゾフ チェルカーシク ベルゴロド ヴォロネジ プティーヴリ クルスク ブリャンスク リャザニ ウラジーミル ニジニ・ノヴゴロド ヤロスラヴリ ノヴゴロド ナルヴァ プスコフ リガ シュテッティン ポーランド ウ ク ラ イ ナ ベラルーシ プロイセン ヴォルィーニ ガリツィア ザポロージャ クールラント 黒 海 バ ル ト 海 |

### ポーランド王国末期
18世紀後半、ポーランドは外圧により滅亡の危機に瀕していた。ポーランド王スタニスワフ・アウグスト・ポニャトフスキは、圧力をかけている当人であったロシア女帝エカチェリーナ2世と自らが婚姻するという策を持ち出し、ポーランド国家を保とうとした。
こうした政略結婚による統合の可能性を宗教的な面から見ると、ポーランド側からすれば1573年のワルシャワ連盟により非カトリック教徒への寛容性が保証されていたため、カトリックの王と正教徒の女帝の婚姻は理屈としては不可能でなかった。しかしそのポーランド・リトアニア共和国の歴史においても、正教に対するカトリックの優位性は保たれ続け、ついに宗派間の平等は実現しなかった。
そのため、「ポーランド・リトアニア・モスクワ共和国」という大連合国家は、カトリックによる正教の駆逐を恐れるロシア側の抵抗により、ついに実現しなかった。アウグスト王らの抵抗もむなしく、ポーランドは3度の分割を受けて1795年に消滅した。